# Danny Julian Boggs
 (juillet 2022).
La mise en forme du texte ne suit pas les recommandations de Wikipédia : il faut le « wikifier ».
Les points d'amélioration suivants sont les cas les plus fréquents :
- Les titres sont pré-formatés par le logiciel. Ils ne sont ni en capitales, ni en gras.
- Le texte ne doit pas être écrit en capitales (les noms de famille non plus), ni en gras, ni en italique, ni en « petit »…
- Le gras n'est utilisé que pour surligner le titre de l'article dans l'introduction, une seule fois.
- L'italique est rarement utilisé : mots en langue étrangère, titres d'œuvres, noms de bateaux, etc.
- Les citations ne sont pas en italique mais en corps de texte normal. Elles sont entourées par des guillemets français : « et ».
- Les listes à puces sont à éviter, des paragraphes rédigés étant largement préférés. Les tableaux sont à réserver à la présentation de données structurées (résultats, etc.).
- Les appels de note de bas de page (petits chiffres en exposant, introduits par l'outil «  Source ») sont à placer entre la fin de phrase et le point final[comme ça].
- Les liens internes (vers d'autres articles de Wikipédia) sont à choisir avec parcimonie. Créez des liens vers des articles approfondissant le sujet. Les termes génériques sans rapport avec le sujet sont à éviter, ainsi que les répétitions de liens vers un même terme.
- Les liens externes sont à placer uniquement dans une section « Liens externes », à la fin de l'article. Ces liens sont à choisir avec parcimonie suivant les règles définies. Si un lien sert de source à l'article, son insertion dans le texte est à faire par les notes de bas de page.
- La présentation des références doit suivre les conventions bibliographiques. Il est recommandé d'utiliser les modèles {{Ouvrage}}, {{Chapitre}}, {{Article}}, {{Lien web}} et/ou {{Bibliographie}}. Le mode d'édition visuel peut mettre en forme automatiquement les références.
- Insérer une infobox (cadre d'informations à droite) n'est pas obligatoire pour parachever la mise en page.

Pour une aide détaillée, merci de consulter Aide:Wikification.
Si vous pensez que ces points ont été résolus, vous pouvez retirer ce bandeau et améliorer la mise en forme d'un autre article.
Pour les articles homonymes, voir Boggs.
Danny Julián Boggs (né le 23 octobre 1944) est un avocat américain et un juge senior à la Cour d'appel des États-Unis pour le sixième circuit. Il fut nommé à la cour en 1986 et en a été le président de septembre 2003 à août 2009. Boggs figurait sur la liste restreinte des candidats du président George W. Bush à la Cour suprême des États-Unis.

## Formation
Né à La Havane, Cuba et élevé à Bowling Green, Kentucky, Boggs a fréquenté le lycée College High School de Bowling Green, où il était membre de l'équipe de débat qui a remporté le championnat de débat de l'État du Kentucky en 1959,. Il a reçu un diplôme Artium Baccalaureus cum laude de l'université Harvard en 1965 et est diplômé de la faculté de droit de l'université de Chicago en 1968 avec un diplôme Juris Doctor et une nomination à l'Ordre de la coiffe,,,. À l'université de Chicago, il a remporté le concours Hinton Moot Court et a été éditeur de la revue juridique de l'université de Chicago, University of Chicago Law Review,.

## Carrière
Boggs a commencé sa carrière par un poste universitaire en tant que Bigelow Fellow et maître de conférences et professeur à la faculté de droit de l'université de Chicago de 1968 à 1969. Plus tard, il a eu divers postes au sein du gouvernement de l'État du Kentucky : d'abord en tant que commissaire adjoint du département de la sécurité économique du Kentucky à Frankfort, Kentucky de 1969 à 1970, puis en tant que conseiller juridique et assistant administratif du gouverneur Louie Nunn du Kentucky à partir de 1970 à 1971, en tant que conseiller législatif et assistant du chef de la minorité de la Chambre des représentants de l'État du Kentucky en 1972, en tant qu'avocat pour la campagne républicaine du Kentucky en 1972 et en tant que directeur adjoint de la campagne Nunn for Governor à Louisville en 1979.
Lorsqu'il n'était pas au service de l'État ou du gouvernement fédéral, Boggs s'est engagé dans un cabinet privé à Frankfort, Kentucky, à Bowling Green, Kentucky, et de 1979 à 1981 à Washington, D.C. 
Boggs a commencé une carrière dans le gouvernement fédéral en tant qu'avocat pour le département du Commerce des États-Unis en 1973. De 1973 à 1975, il a servi aux côtés du futur président de la Cour d'appel des États-Unis pour le septième circuit, Frank Easterbrook, et du futur ministre du travail dans l'administration Clinton, Robert Reich, en tant qu'assistant du solliciteur général des États-Unis au département de la Justice des États-Unis, qui était à l'époque Robert Bork,. Sous Ronald Reagan, Boggs a été l'assistant spécial du président dans le bureau exécutif du président de 1981 à 1983.
Avant sa nomination à la magistrature, Boggs a occupé avec distinction des postes de direction dans le secteur de l'énergie : d'abord en tant qu'assistant du président de la Federal Power Commission de 1975 à 1977, puis en tant que conseiller adjoint des minorités au Comité sénatorial américain sur l'énergie et les ressources naturelles. (1977-1979). À la suite de sa nomination en tant qu'assistant spécial du président dans le bureau exécutif du président, Boggs a servi dans l'administration Reagan en tant que vice-ministre du département américain de l'Énergie de 1983 à 1986. Il a reçu la médaille d'or du ministère de l'Énergie.

## Service judiciaire fédéral

### Nomination et carrière judiciaire
Le 29 janvier 1986, Boggs fut nommé par le président Ronald Reagan à la Cour d'appel des États-Unis pour le sixième circuit pour occuper un nouveau siège autorisé par la loi 98 Stat. 333. Il a été confirmé par le Sénat des États-Unis le 3 mars 1986 et est entré en fonction le 25 mars 1986. De 2003 à 2009, Boggs a été président du Sixième Circuit. Au cours de sa carrière judiciaire, il a été secrétaire, vice-président et président de la Conférence des juges d'appel de l'American Bar Association de 2001 à 2002 et membre de la Conférence judiciaire des États-Unis de 2003 à 2009,. Boggs figurait sur la liste restreinte des candidats du président George W. Bush à la Cour suprême des États-Unis. Il a obtenu le statut de juge senior le 28 février 2017,.
En 2006, le sénateur Mitch McConnell (R-KY) a rendu un hommage à Boggs au Sénat pour commémorer son vingtième anniversaire à la magistrature fédérale, qualifiant le juge Boggs de «Kentuckien qui est l'un des meilleurs juristes de sa génération», «un véritable homme de la Renaissance" avec un «esprit fertile et polymathe», «cultivé en histoire, géographie, littérature, mathématiques et sciences politiques", qui «non seulement … ingère avec voracité des connaissances, mais aussi il aime les partager avec les autres.» McConnell a également noté que «le juge Boggs se plaît à embaucher des greffiers de toutes les convictions politiques, à condition qu'ils aient un esprit vif et soient toujours prêts pour le débat. Bien sûr, ces pauvres greffiers savent que le juge Boggs gagnera presque toujours.» 
À l'occasion du trentième anniversaire du juge Boggs à la magistrature, le président de la Cour suprême, John Roberts, écrivit dans une lettre de félicitations : « La Nation a bénéficié énormément de votre intelligence et de votre jugement. Nous, membres de la magistrature, admirons votre dévouement à la cause de la justice. Nous apprécions la précision de votre écriture. Et nous sommes éternellement reconnaissants que notre emploi ne dépende pas de nos réponses aux questionnaires que vous donnez à vos futurs juristes.» ,

### Cas notables

#### Grutter v. Bollinger
La faculté de droit de l'université du Michigan a fait appel de la décision d'un tribunal de district établissant que la prise en compte par la faculté de droit de la race et de l'origine ethnique dans ses décisions d'admission violait la clause de protection égale du quatorzième amendement et le titre VI de la loi sur les droits civils. Le Sixième Circuit divisé, siégeant en banc, a voté cinq contre quatre contre le jugement dans une opinion rédigée par le juge en chef Boyce F. Martin, Jr., qui statuait que la politique d'admission de la faculté de droit était étroitement adaptée pour servir son intérêt impérieux à atteindre un corps étudiant diversifié, et que sa politique était donc valable. Le juge Boggs a exprimé sa dissidence, déclarant que la discrimination raciale appliquée dans la politique d'admission de la faculté de droit ne passerait même pas le moindre examen minutieux, que les efforts de la faculté de droit pour atteindre une «masse critique» sont fonctionnellement indiscernables d'un quota numérique inconstitutionnel pour les minorités, et que l'analyse de l'opinion majoritaire fondée sur l'affaire d'obscénitéétait erronée.
Sur le fond, le juge Boggs a révélé dans sa dissidence, en analysant les données d’admission du dossier, l’ampleur des préférences raciales accordées dans les admissions de la faculté de droit de l’université du Michigan. Il en est arrivé a la conclusion que la construction d'un environnement éducatif diversifié n'était pas un intérêt impérieux de l'État, car la nature et les avantages de la diversité expérientielle que la faculté de droit prétendait rechercher étaient conceptuellement déconnectés de la diversité raciale et ethnique qu'elle recherchait principalement, et parce que la loi Le concept de diversité de l'école n'autorisait aucune limite logique et menaçait de justifier des résultats encore plus inacceptables sur le plan constitutionnel. Le juge Boggs a également inclus dans sa dissidence une annexe procédurale, détaillant l'historique procédural de l'affaire dans le Sixième Circuit et les manipulations procédurales par le président de la cour de l'époque, Boyce F. Martin Jr., qui avait violé les règles de procédure du sixième circuit en s'attribuant celui-ci et d'autres panels et en retenant pendant cinq mois de la Cour plénière une pétition en banc, jusqu'à ce que le tribunal ait atteint une majorité de juges actifs nommés par les démocrates pour assurer une issue de l’affaire fondé sur l'idéologie. La Cour suprême a confirmé dans une décision partagée cinq contre quatre voix dont trois acceptations distinctes et partielles et deux dissensions. Grutter v. Bollinger, 539 US 306 (2003). Écrivant au nom de la majorité, le juge O'Connor a soutenu que la faculté de droit avait un intérêt impérieux à atteindre un corps étudiant diversifié et que son programme d'admission était étroitement adapté pour servir son intérêt impérieux à obtenir les avantages éducatifs qui découlent d'un corps étudiant diversifié, et n'a donc pas violé la clause de protection égale. Les juges Thomas et Scalia étaient en partie d'accord et en partie dissidents.
Le juge Thomas a conclu que le Michigan n'avait pas un intérêt impérieux à maintenir une faculté de droit publique et certainement pas une faculté de droit d'élite, et que des améliorations marginales dans l'éducation juridique ne constituaient pas un intérêt impérieux de l'État. Le juge en chef Rehnquist, dans sa dissidence, a souscrit à l'argument du juge Boggs selon lequel le programme de la faculté de droit n'a que peu ou pas de rapport avec son objectif affirmé d'atteindre une «masse critique». En analysant les données sur les admissions, il a noté que la faculté de droit accordait un traitement préférentiel aux candidats afro-américains mais pas aux candidats hispaniques ou amérindiens, ne tentant pas d'atteindre une «masse critique» pour ces candidats issus de la minorité et ne satisfaisant pas à une analyse rigoureuse. La dissidence du juge Kennedy a fourni sa propre analyse des données d'admission pour prouver des points similaires selon lesquels le programme d'admission de la faculté de droit équivalait à un quota inconstitutionnel pour les candidats afro-américains et qu'il avait échoué à un examen rigoureux.

#### Coalition to Defend Affirmative Action, Integration & Immigration Rights v. Regents of the University of Michigan
Le Sixième Circuit a jugé en banc qu'un amendement fait passer à la Constitution du Michigan, lancé par les électeurs, interdisant, dans la partie pertinente, aux collèges et universités publics du Michigan d'utiliser la discrimination positive dans ses admissions, violait la clause de protection égale. L'amendement prévoyait que l'État du Michigan et son système scolaire public "ne discrimineront ni n'accorderont de traitement préférentiel à tout individu ou groupe sur la base de la race, du sexe, de la couleur, de l'appartenance ethnique ou de l'origine nationale dans le cadre de l'emploi public, l'éducation publique ou les marchés publics. » .
Le juge Boggs a exprimé sa dissidence, déclarant que l'opinion majoritaire s'appuyait sur une extension extrême du précédent existant pour arriver au résultat qu'une initiative par ailleurs louable du peuple de l'État du Michigan était maintenant déclarée inconstitutionnelle. Boggs soutenait que l'opinion majoritaire aboutissait à un résultat interdisant à l'État du Michigan d'apporter des modifications aux politiques d'éducation ou d'emploi relatives à la discrimination positive, et que de tels changements ne pouvaient désormais être effectués que par les autorités éducatives de chaque État, région et établissements d'enseignement locaux. Étant donné que ces autorités gouvernementales sont élues ou nommées pour des mandats de plusieurs années, un candidat qui tente de contester une politique d'admission ou d'emploi racialement discriminatoire devrait procéder à un grand nombre de campagnes politiques et électorales individuelles dans tout le Michigan. Pour consolider ce point, le juge Boggs a donné l'exemple d'un candidat métis, dont les origines ethniques permettaient différentes catégorisations raciales par les administrateurs de l'école, entraînant une discrimination pour ou contre ce candidat, comme le permettait le précédent existant: un demi-chinois, un quart juif d'Europe de l'Est, un huitième hispanique (cubain) et un huitième d'Europe du Nord en général, principalement écossais-irlandais. La dissidence en outre a soutenu que le refus de l’État d’adopter une politique unifiée interdisant la discrimination raciale exigerait qu’un tel candidat conteste individuellement les politiques de l’école.
La Cour suprême a annulé le Sixième Circuit complet, estimant qu'aucune autorité de la Constitution des États-Unis ne permettait au pouvoir judiciaire d'annuler un amendement à la Constitution du Michigan qui interdit la discrimination positive dans l'éducation publique, l'emploi et la passation de marchés. Schuette v. Coalition to Defend Affirmative Action, Integration & Immigrant Rights & Fight for Equality By Any Means Necessary (BAMN), 572 U.S. 291 (2014). La Cour suprême a expliqué en détail que l’extension par le Sixième Circuit du précédent existant était viciée et conduisait à une conclusion erronée. L’accord du juge Scalia a résumé de manière ostensible le résultat de la tenue du Sixième Circuit: «Nous en sommes venus à cela. Appelés à explorer la zone crépusculaire jurisprudentielle entre deux lignes de précédent divergentes, nous sommes confrontés à une question terriblement bizarre: la clause de protection égale du quatorzième amendement, interdit-elle ce que son texte exige clairement?».

#### Monasky v. Taglieri
Dans cette rare affaire portant sur une pétition pour le retour d'un enfant en vertu de la Convention de La Haye sur les aspects civils de l'enlèvement international d'enfants et de son statut d'application, concernant la loi sur les recours en matière d'enlèvement international d'enfants (ICARA), le juge Boggs, écrivant au nom de la Cour, a déclaré que parce que l'enfant avait résidé exclusivement dans un seul pays, ce pays était la «résidence habituelle» de l'enfant en vertu de la Convention de La Haye et de l'ICARA, et que le père exerçait des droits de garde valables sur son enfant en vertu de la loi italienne lorsque la mère a emmené l'enfant aux États Unis.
La mère n'a pas montré de risque grave de préjudice pour l'enfant si l'enfant était renvoyé en Italie et, par conséquent, n'a pas droit à une dérogation à l'exigence, à la fois de la Convention de La Haye et de l'ICARA, selon laquelle un enfant déplacé à tort de sa résidence habituelle doit être rapidement renvoyé.  Lors d'une nouvelle audition en banc, la Cour d'appel a confirmé, et le juge Boggs a rédigé une opinion dans ce sens, adhérant au raisonnement de l’opinion majoritaire de trois juges.
Certiorari a été reconnu, et la Cour suprême l'a confirmé à l'unanimité, citant l'accord en banc du juge Boggs («Sans circonstances inhabituelles, où un enfant a résidé exclusivement dans un seul pays, en particulier avec les deux parents, c’est la résidence habituelle de l'enfant.»). La Cour suprême a estimé qu'un accord réel entre les parents sur l'endroit où élever un enfant n'est pas nécessaire pour établir la résidence habituelle de l'enfant, et les tribunaux devraient recourir à un contrôle prudent en cas d'erreur manifeste pour déterminer la résidence habituelle en vertu de la Convention de La Haye. La juge Ginsburg a rédigé l'opinion majoritaire tandis que les juges Thomas et Alito donnaient leur accord partiellement et leur accord au jugement. Monasky c. Taglieri, 140 S.Ct. 719 (2020) .

#### International Outdoor, Inc. v. City of Troy, Michigan
Dans cette affaire concernant la constitutionnalité d'une ordonnance locale introduite par une société de panneaux d'affichage, le juge Boggs a remonté une longue histoire de sa jurisprudence sur les contestations du premier amendement aux règlements de la signalisation et de la publicité. Écrivant au nom de la majorité, il a soutenu que l'ordonnance de la ville réglementant les insignes et les panneaux d'affichage imposait une restriction basée sur le contenu qui est soumis à un examen rigoureux en vertu du premier amendement.
En désaccord avec les participations de quelques autres circuits, le juge Boggs a écrit que le précédent de la Cour suprême dans Reed v. Town of Gilbert, Arizona, 135 S. Ct. 2218 (2015) s’applique, plutôt que Central Hudson Gas Electric Corp. v. Public Service Commission, 447 U.S. 557 (1980), comme le confirme la décision plus récente de la Cour suprême dans l'affaire Barr v. American Association of Political Consultants, 140 S. Ct. 2335 (2020), exigeant l'application d'un examen strict plutôt qu'intermédiaire aux restrictions fondées sur le contenu du discours commercial. La dissidence n'a pas abordé la norme du contrôle judiciaire, mais a plutôt conclu que les plaignants n'avaient pas qualité de contester l'ordonnance en premier lieu.

#### Discovery Network, Inc. v. City of Cincinnati
Dans cet avis sur le premier amendement, le juge Boggs, écrivant pour le comité judiciaire, a soutenu qu'une ville ne peut pas interdire à toutes les publications «commerciales» de distribuer des prospectus par le biais de boîtes à journaux publiques, tout en permettant aux journaux conventionnels «non commerciaux» de le faire. La Cour suprême a confirmé.

#### Tyler v. Hillsdale County Sheriff's Department
Un acheteur potentiel d'une arme à feu, qui avait été involontairement incarcéré 28 ans plus tôt dans un établissement psychiatrique pour moins d'un mois, a intenté une action en vue d'obtenir un jugement déclaratoire selon lequel une loi fédérale interdisant aux personnes incarcérées dans un établissement psychiatrique de posséder une arme à feu était inconstitutionnelle, en ce qui le concerne.
Le juge Boggs a contesté le rejet de la plainte par le tribunal de district, estimant que, à première vue, un examen rigoureux, plutôt qu'un examen intermédiaire, devait être appliqué, que le statut favorisait des intérêts impérieux, mais que l'acheteur potentiel avait déclaré que la loi violait le deuxième amendement en ce qui le concerne.
Plus tard, le tribunal en banc a également annulé la révocation du tribunal de district, estimant que le plaignant avait affirmé de manière plausible que son désarmement permanent violait ses droits du deuxième amendement, alors que le tribunal plénier l'ait fait en appliquant un examen intermédiaire plutôt que strict. Le juge Boggs a déposé une opinion concordant en partie, déclarant qu'en vertu du précédent du Sixième Circuit qui n'était pas spécifiquement annulé par l'opinion majoritaire, le niveau d'examen applicable était un examen rigoureux, comme pour d'autres droits constitutionnels fondamentaux, et qu’en vertu de cette norme de contrôle, la décision du tribunal de district devait être annulée.

#### Williams v. Toyota Motor Manufacturing, Kentucky, Inc.
Le juge Boggs a exprimé son désaccord avec une décision du comité statuant qu'une plaignante était invalide en vertu de la loi américaine sur les personnes handicapées parce qu'elle ne pouvait pas effectuer une large catégorie de tâches manuelles. La Cour suprême a infirmé la décision du comité.

#### Bowles v. Russel
L'opinion du Sixième Circuit rédigée par le juge Boggs a conclu qu'un juge de district ne pouvait pas prolonger le délai pour interjeter appel en vertu de la règle fédérale de procédure d'appel 4(a)(6) même lorsque le juge avait informé par erreur l'avocat qu'un délai supplémentaire était accordé. La Cour suprême a confirmé cette décision,.

## Conflit de circuit
Boggs a déclenché la controverse en 2001 en accusant le président de la cour de l'époque Boyce F.Martin Jr. d'avoir violé les règles de procédure du Sixième Circuit en s’attribuant des comités judiciaires, en retenant les informations complètes du tribunal sur les pétitions en banc et en manipulant le calendrier des ordonnances. Les manipulations procédurales ont influencé l'issue de deux affaires majeures : Grutter c. Bollinger, une affaire de discrimination positive contre la faculté de droit de l'Université du Michigan, et In re Byrd, une affaire de peine de mort. Dans ces deux affaires en banc, le juge Boggs a rédigé une dissidence qui comprenait une description détaillée des irrégularités de procédure en cause. Judicial Watch, un groupe conservateur, a déposé une plainte pour inconduite judiciaire contre le juge Boyce Martin concernant la même affaire. Le juge Boggs s'est retiré de l'enquête ultérieure du groupe spécial qui a conclu à une violation des règles par le juge Martin, mais n'a recommandé aucune action à la lumière des règles de procédure modifiées et des réformes internes mises en œuvre depuis à la cour.

## Style judiciaire et greffiers
Une caractéristique inhabituelle du style de gestion du juge Boggs est un quiz de connaissances générales qu'il donne aux candidats greffiers. Le quiz met l'accent sur l'histoire, la géographie, la littérature et les classiques. Le juge Boggs a déclaré qu'il utilisait les réponses pour mieux comprendre les intérêts et les personnalités des greffiers potentiels. Trois de ses anciens greffiers sont apparus dans le jeu télévisé d'ABC «Qui veut devenir millionnaire» au sommet de la popularité de l'émission en 2001, et deux d'entre eux l'ont utilisé comme leur «téléphone-un-ami». Les autres greffiers du juge Boggs sont ensuite devenus conseiller juridique de la Maison-Blanche (Pat Cipollone), conseiller adjoint à la sécurité nationale de la Maison-Blanche dans l'administration Obama (Avril Haines) et président de la Commission fédérale de réglementation de l'énergie (James Danly),,.

## Autres activités
Boggs a été membre du comité de visite de la faculté de droit de l'Université de Chicago de 1986 à 1989 et de 1999 à 2002. Il est conseiller au Brandeis American Inn of Court et membre de la Société du Mont-Pèlerin.

## Ouvrages
- Danny Julian Boggs, Foreign Policy: A Redefinition in the Singular, The Harvard Conservative, septembre 1964.
- Danny Julian Boggs, Analysis of 1964 Election, The Harvard Conservative, janvier 1965.
- Danny Julian Boggs, Reagan Energy Policy, The New York Times, 1er mai 1982.
- Danny Julian Boggs, The Energy Picture: A Mid-Term Assessment, San Angelo Standard Times, octobre 1982.
- Danny Julian Boggs, When Governments Forecast, Futures, octobre 1985.
- Danny Julian Boggs, A Judicial Perspective, Banbury Report.
- Danny Julian Boggs, « Science and Technology Advice in the Judiciary », dans Science and Technology Advice to the President, Congress, and Judiciary, William T. Golden, Pergamon Press, 1988.
- Danny Julian Boggs, Comment on Donohue : 54 Law and Contemporary Problems 22, 1991.
- Danny Julian Boggs, Comment on the Paper by Professor O'Neill : 21 Capital U. L. Rev. 593, 1992.
- Danny Julian Boggs, A Differing View on Viewpoint Discrimination, U. Chicago Legal Forum 45, 1993.
- Danny Julian Boggs, The Right to a Fair Trial, U. Chicago Legal Forum, 1998.
- Danny Julian Boggs, Reining in Judges: The Case of Hate Speech, SMU L. Rev, 1999.
- Danny Julian Boggs et Brian P. Brooks, Unpublished Opinions and the Nature of Precedent, Green Bag, 2000;
- Danny Julian Boggs, Obstacles and Opportunities in LNG Siting, Envt'l & Energy L. & Pol'y J, 2007.